# Rhein-Lahn-Kreis
Rhein-Lahn-Kreis is een landkreis in de Duitse deelstaat Rijnland-Palts. De Landkreis telt 122.574 inwoners (31 december 2020) op een oppervlakte van 782,31 km². Kreisstadt is Bad Ems.
Het kenteken van voertuigen uit de Rhein-Lahn-Kreis is EMS.

## Steden en gemeenten
De volgende steden en gemeenten liggen in de Landkreis (Inwoners op 30 juni 2005):
Verbandsfreie Gemeente/Stad
| - 1. Lahnstein, Stad (18.439) |

Verbandsgemeinden
| - 1. Verbandsgemeinde Bad Ems 1. Arzbach (1.893) 2. Bad Ems, Stad (9.452) 3. Becheln (657) 4. Dausenau (1.347) 5. Fachbach (1.358) 6. Frücht (608) 7. Kemmenau (486) 8. Miellen (448) 9. Nievern (995) - 2. Verbandsgemeinde Loreley 1. Auel (234) 2. Bornich (1.078) 3. Braubach, Stad (3.190) 4. Dachsenhausen (1.058) 5. Dahlheim (915) 6. Dörscheid (430) 7. Filsen (628) 8. Kaub, Stad (1.027) 9. Kamp-Bornhofen (1.651) 10. Kestert (715) 11. Lierschied (502) 12. Lykershausen (204) 13. Nochern (555) 14. Osterspai (1.305) 15. Patersberg (451) 16. Prath (337) 17. Reichenberg (219) 18. Reitzenhain (357) 19. Sankt Goarshausen, Loreleystadt (1.511) 20. Sauerthal (232) 21. Weisel (1.140) 22. Weyer (492) - 3. Verbandsgemeinde Diez 1. Altendiez (2.323) 2. Aull (473) 3. Balduinstein (588) 4. Birlenbach (1.532) 5. Charlottenberg (167) 6. Cramberg (501) 7. Diez, Stad (10.918) 8. Dörnberg (593) 9. Eppenrod (717) 10. Geilnau (389) 11. Gückingen (1.046) 12. Hambach (530) 13. Heistenbach (1.159) 14. Hirschberg (388) 15. Holzappel (1.121) 16. Holzheim (908) 17. Horhausen (317) 18. Isselbach (413) 19. Langenscheid (569) 20. Laurenburg (323) 21. Scheidt (315) 22. Steinsberg (262) 23. Wasenbach (377) | - 4. Verbandsgemeinde Hahnstätten 1. Burgschwalbach (1.166) 2. Flacht (1.167) 3. Hahnstätten (2.908) 4. Kaltenholzhausen (632) 5. Lohrheim (585) 6. Mudershausen (478) 7. Netzbach (413) 8. Niederneisen (1.516) 9. Oberneisen (770) 10. Schiesheim (260) - 5. Verbandsgemeinde Katzenelnbogen 1. Allendorf (689) 2. Berghausen (303) 3. Berndroth (419) 4. Biebrich (383) 5. Bremberg (302) 6. Dörsdorf (418) 7. Ebertshausen (138) 8. Eisighofen (265) 9. Ergeshausen (150) 10. Gutenacker (387) 11. Herold (493) 12. Katzenelnbogen, Stad (2.168) 13. Klingelbach (758) 14. Kördorf (588) 15. Mittelfischbach (124) 16. Niedertiefenbach (238) 17. Oberfischbach (179) 18. Reckenroth (211) 19. Rettert (478) 20. Roth (195) 21. Schönborn (769) | - 6. Verbandsgemeinde Nassau 1. Attenhausen (419) 2. Dessighofen (183) 3. Dienethal (277) 4. Dornholzhausen (227) 5. Geisig (378) 6. Hömberg (334) 7. Lollschied (217) 8. Misselberg (92) 9. Nassau, Stad (5.042) 10. Obernhof (404) 11. Oberwies (168) 12. Pohl (350) 13. Schweighausen (233) 14. Seelbach (492) 15. Singhofen (1.879) 16. Sulzbach (225) 17. Weinähr (458) 18. Winden (743) 19. Zimmerschied (84) - 7. Verbandsgemeinde Nastätten 1. Berg (249) 2. Bettendorf (373) 3. Bogel (841) 4. Buch (580) 5. Diethardt (297) 6. Ehr (92) 7. Endlichhofen (154) 8. Eschbach (194) 9. Gemmerich (566) 10. Hainau (190) 11. Himmighofen (352) 12. Holzhausen an der Haide (1.275) 13. Hunzel (267) 14. Kasdorf (263) 15. Kehlbach (160) 16. Lautert (264) 17. Lipporn (288) 18. Marienfels (351) 19. Miehlen (2.069) 20. Nastätten, Stad (4.246) 21. Niederbachheim (276) 22. Niederwallmenach (403) 23. Oberbachheim (216) 24. Obertiefenbach (373) 25. Oberwallmenach (211) 26. Oelsberg (535) 27. Rettershain (349) 28. Ruppertshofen (403) 29. Strüth (327) 30. Weidenbach (116) 31. Welterod (545) 32. Winterwerb (185) |

Allendorf · Altendiez · Arzbach · Attenhausen · Auel · Aull · Bad Ems · Balduinstein · Becheln · Berg · Berghausen · Berndroth · Bettendorf · Biebrich · Birlenbach · Bogel · Bornich · Braubach · Bremberg · Buch · Burgschwalbach · Charlottenberg · Cramberg · Dachsenhausen · Dahlheim · Dausenau · Dessighofen · Dienethal · Diethardt · Diez · Dörnberg · Dornholzhausen · Dörscheid · Dörsdorf · Ebertshausen · Ehr · Eisighofen · Endlichhofen · Eppenrod · Ergeshausen · Eschbach · Fachbach · Filsen · Flacht · Frücht · Geilnau · Geisig · Gemmerich · Gückingen · Gutenacker · Hahnstätten · Hainau · Hambach · Heistenbach · Herold · Himmighofen · Hirschberg · Holzappel · Holzhausen an der Haide · Holzheim · Hömberg · Horhausen · Hunzel · Isselbach · Kaltenholzhausen · Kamp-Bornhofen · Kasdorf · Katzenelnbogen · Kaub · Kehlbach · Kemmenau · Kestert · Klingelbach · Kördorf · Lahnstein · Langenscheid · Laurenburg · Lautert · Lierschied · Lipporn · Lohrheim · Lollschied · Lykershausen · Marienfels · Miehlen · Miellen · Misselberg · Mittelfischbach · Mudershausen · Nassau · Nastätten · Netzbach · Niederbachheim · Niederneisen · Niedertiefenbach · Niederwallmenach · Nievern · Nochern · Oberbachheim · Oberfischbach · Oberneisen · Obernhof · Obertiefenbach · Oberwallmenach · Oberwies · Oelsberg · Osterspai · Patersberg · Pohl · Prath · Reckenroth · Reichenberg · Reitzenhain · Rettershain · Rettert · Roth · Ruppertshofen · Sankt Goarshausen · Sauerthal · Scheidt · Schiesheim · Schönborn · Schweighausen · Seelbach · Singhofen · Steinsberg · Strüth · Sulzbach · Wasenbach · Weidenbach · Weinähr · Weisel · Welterod · Weyer · Winden · Winterwerb · Zimmerschied